# Prison on Fire 2
Série
Prison on Fire
(1987)
Pour plus de détails, voir Fiche technique et Distribution.
Prison on Fire 2 (監獄風雲II逃犯, Gam yuk fung wan II: To faan, litt. « Turbulences en prison 2 : Les Fugitifs ») est un film hongkongais réalisé par Ringo Lam et sorti en 1991. C'est la suite de Prison on Fire (1987) du même réalisateur. Comme dans ce premier film, ce nouveau volet raconte l'amitié entre deux détenus, Ching (Chow Yun-fat) et Long (Chen Sung-young (en)), le chef d'une bande de Continentaux.
Il totalise 24 367 261 HK$ de recettes à Hong Kong.

## Synopsis
Ching (Chow Yun-fat) s'échappe de la prison, en se déguisant en gardien, pour voir son fils Leung qui a été placé dans un orphelinat après le décès de sa grand-mère. S'étant rendu volontairement, il retourne derrière les barreaux dans la prison où les détenus hongkongais et continentaux se font la guerre. Le nouveau gardien en chef, Zau (Elvis Tsui), surnommé « Dark Vador », se révèle également être un être particulièrement sadique. Pour le punir de son évasion, il veut forcer Ching à s'installer dans le dortoir des Continentaux, qui le tueront à coup sûr. Au dos du mur, Ching n'a d'autres choix que d'agresser les gardiens qui veuillent le faire entrer et parvient à s'évader une nouvelle fois, cette fois-ci en sautant dans la mer depuis une falaise de 30 m de haut. Il erre poursuivi dans la nature plusieurs jours avec un autre détenu évadé appelé Long (Chen Sung-young (en)), un Continental qui avait tué le directeur avant sa fuite, et avec qui il développe une amitié. Il se fait finalement attrapé à l'orphelinat de son fils lorsqu'il essaye d'enlever celui-ci.
Dans le camion en route pour la prison, le gardien Zau torture Ching en lui menottant les poignets au plafond du véhicule et en le frappant dans les jambes pour qu'il soit suspendu. À son arrivée, Ching est jeté manu militari dans le dortoir des Continentaux qui tentent immédiatement de le tuer en pensant faussement qu'il avait dénoncé leur chef Long. Le détenu surnommé « Le Crâne » le poignarde alors dans les côtes avec une brosse à dents aiguisée. Ching parvient cependant à convaincre un autre détenu surnommé « L'Escarbille » qu'il est ami avec Long et les persuadent que celui-ci leur a ordonné de s'évader dès maintenant en mettant le feu au dortoir.
Lors de l'incendie, tous les prisonniers sont rassemblés à l'extérieur où Ching se précipite vers les détenus hongkongais pour demander de l'aide. Une bagarre générale a alors lieu entre eux et les Continentaux, entraînant l'intervention de plus en plus de gardiens, qui utilisent des jets d'eau pour maîtriser la situation. Alors que « Le Crâne », poursuivi par Ching, se réfugie à la cantine, ce-dernier le retrouve et tente de le tuer. Le gardien Zau et deux seconds débarquent mais n'interviennent pas pour les laisser s'entretuer et verrouillent la grille malgré les supplications de « Crâne ».
« Le Crâne » s'agenouille alors devant Ching pour s'excuser, mais lorsque celui-ci tourne le dos, il tente de le poignarder avec la brosse à dents aiguisée. Ching finit par l'assommer avant que le gardien Zau n'ouvre finalement la grille la porte. Il s'approche de lui et tente de le frapper avec sa matraque sans raison, mais est arrêté par l'un de ses seconds. Zau assomme alors brutalement celui-ci, permettant à Ching de s'emparer de la brosse à dents. Zau le frappe au bras gauche, mais Ching le renverse et lui crève un œil avec son arme improvisée. Zau hurle de douleur et se met à frapper dans tous les sens avant de s'effondrer par terre. De son côté, Ching s'évanouit et se réveille à l'infirmerie où il reçoit des nouvelles de son fils.
Il est ensuite placé en isolement sans être inquiété d'avoir blessé Zau grâce au fait que le second de ce dernier avait témoigné de ce qu'il s'était passé. Un nouveau directeur se présente alors devant la cellule et il s'agit d'une personne avec qui Ching avait sympathisé à l’orphelinat lors de sa première évasion. Il lui demande s'il a une requête et Ching le prie de veiller sur son fils à l'extérieur. Avant le générique de fin, dans la cour de la prison, un gardien se présente à Ching en lui disant « Ça faisait longtemps ». Il s'agit en fait de « Hung le tueur » (Roy Cheung), le gardien en chef du premier film, qui est de retour dans la prison.

## Fiche technique
- Titre : Prison on Fire 2
- Titre original : 監獄風雲II逃犯 (Gam yuk fung wan II: To faan)
- Réalisation : Ringo Lam
- Scénario : Nam Yin
- Photographie : Andy Fan et Chan Hon-wing
- Montage : Tony Chow
- Musique : Lowell Lo
- Pays de production :  Hong Kong
- Production : Karl Maka
- Sociétés de production : Golden Princess Film Production et Cinema City Enterprises
- Sociétés de distribution : Golden Princess Amusement
- Langue originale : cantonais
- Format : Couleurs - 35 mm - 1,85:1 - Mono
- Genre : drame et action
- Durée : 109 minutes
- Dates de sortie :
  - Hong Kong : 22 juin 1991
  - Corée du Sud : 27 juillet 1991

## Distribution
- Chow Yun-fat : Chung Tin-ching
- Chen Sung-young (en) : Pong Fai-Long/Dragon
- Elvis Tsui : Le gardien Zau « Dark Vador »
- Victor Hon : Chiu Chow-man
- Frankie Ng : Serpent-aveugle
- Yu Li : Mme Wong
- Wan Yeung-ming (en) : Fai Chi
- Tommy Wong : Bill
- Roy Cheung : Le gardien Hung « le tueur » (caméo)